# Грамнацист

Символіка Grammar Nazi

Грамнаци́ст (англ. Grammar Nazi; також: ґраманаці, граматичний нацист, граматичний фашист, лінгвофашист) — сленг, інтернет-мем, людина, що пропагує лінгвістичну чистоту мови, намагається завжди дотримуватися правил граматики та правопису, а також вважає, що так само повинні чинити й інші.
Ґраманаці вважають за правильне переконувати інших у необхідності правильного вживання мови та вказують їм на їхні помилки. Іноді термін має негативне забарвлення через те, що в таких людей є імідж схиблених на виправленні різного роду помилок у текстах, у постійному вказуванні на помилки співрозмовникам в інтернетових чатах, на форумах, блогах, у приватних повідомленнях месенджерів, а також у реальному житті — нерідко вдаючись до цього, навіть якщо помилка є незначною. Відомі також тим, що беруть участь у дискусіях та сварках на різних інтернет ресурсах, причинами яких стають саме помилки в написанні чи граматиці. Саме через свою радикальність їх за аналогією порівнюють з нацистами.